# We Are the Fallen
I We Are the Fallen sono un gruppo musicale Alternative metal statunitense formato da Ben Moody, Rocky Gray e John LeCompt (tutti ex-membri degli Evanescence), la cantante Carly Smithson (finalista del reality show American Idol 2008) e dal bassista Marty O'Brien (tour con Disturbed, Methods of Mayhem e Tommy Lee).

## Storia del gruppo
Nascono nel 2009 da una vecchia idea di Ben Moody, chitarrista degli Evanescence, che dopo aver lasciato il gruppo per propria scelta artistica e fatto un disco da solista contatta gli altri due ex componenti Rocky Gray e John LeCompt con l'obiettivo di creare una band che riproponesse il suono degli Evanescence dell'epoca di Fallen. Si aggiunse il bassista Marty O'Brien che aveva suonato in precedenza con Ben Moody nel disco da solista, e dopo qualche provino venne scelta l'irlandese di nascita Carly Smithson, ex concorrente del reality American Idol che stava lavorando su un album solista.
Il 22 giugno 2009, la band ha lanciato il loro sito ufficiale. Registrandosi, i fan potevano effettuare il download gratuito del loro primo singolo, Bury Me Alive, opzione disponibile soltanto fino a quando il sito avrebbe raggiunto 100.000 iscritti, obiettivo superato in breve tempo tanto che per accontentare le richieste dovettero metterlo in streaming dal loro sito Myspace.
La band si era inizialmente ripromessa di rendere disponibile al pubblico una canzone ogni due mesi, cosa che però non fu possibile dal momento che il 2 febbraio 2010 firmarono un contratto con la casa discografica Universal Republic che pubblicò una nuova versione rimasterizzata di Bury Me Alive pubblicandolo come singolo, il 25 marzo 2010 uscì il video del brano che avrebbe anticipato l'uscita dell'album di debutto, Tear the World Down, avvenuto nel mese di maggio. In occasione del lancio del disco hanno fatto da spalla agli HIM per un tour nordamericano di 28 date.

## Formazione

### Formazione attuale
- Carly Smithson – voce (2009-presente)
- Ben Moody – chitarra solista (2009-presente)
- John LeCompt – chitarra ritmica (2009-presente)
- Marty O'Brien – basso (2009-presente)
- Rocky Gray – batteria (2009-presente)

## Discografia

### Album
- 2010 – Tear the World Down

### Singoli
- 2010 – Bury Me Alive
- 2010 – Without You
- 2010 – Tear the World Down
- 2010 – Sleep Well, My Angel